# Шадек (Вьетнам)

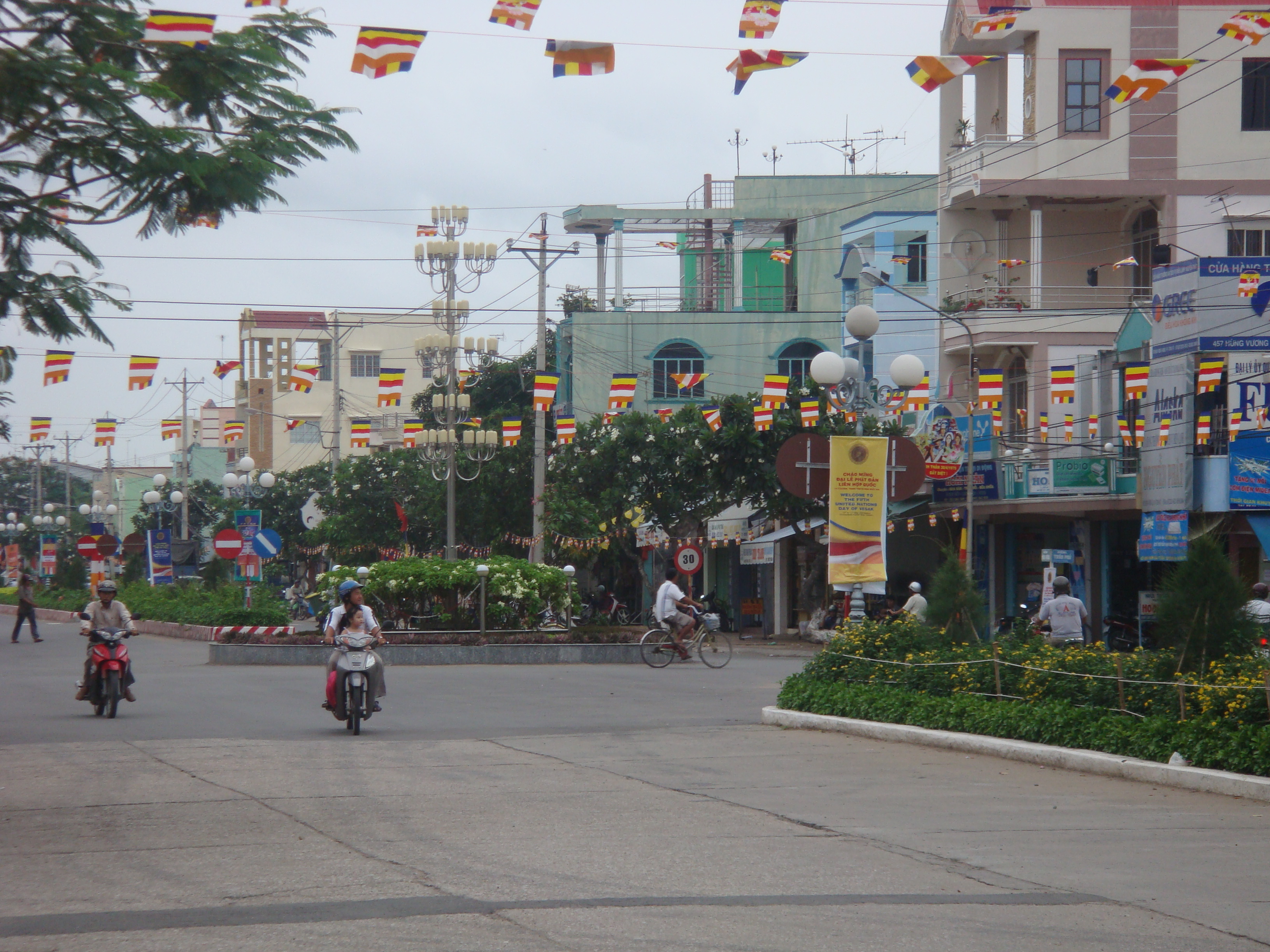
Улица имени Хунгвыонгов в Шадеке

Шаде́к (вьет. Sa Đéc) — вьетнамский город в провинции Донгтхап, расположенный у реки Тьен в дельте Меконга в южной части страны, в 140 км на юго-запад от Хошимина.

## Население
Шадек является одним из самых больших городов дельты Меконга. По переписи 2007 г. население городка составляло 103 646 жителей.

## Экономика
Шадек — промышленно-торговый центр сельскохозяйственного района южного Вьетнама. Основные отрасли — выращивание кукурузы и вылов рыбы. Промышленность представлена — предприятиями по изготовлению строительных материалов, рыболовецких лодок и потребительских товаров. В городке также развиты ремëсла по изготовлению изделий из серебра и золота, матов и сандалий.
Имеется рыбный порт.
Шадек является городом провинциального подчинения, 10 февраля 2018 года его категория повышена до второй.

## Интересные факты
В Шадеке в период 1928-32 гг. проживала будущая известная писательница Маргерит Дюрас. Её роман с сыном китайского торговца стал основой сюжета её биографического романа "Любовник", получившего Гонкуровскую премию